# Эллипсограф

Кинематика эллипсографа

Эллипсограф в действии.

Эллипсограф или Сеть Архимеда — это механизм, который способен преобразовывать возвратно-поступательное движение в эллипсоидное.

## Общая информация
Эллипсограф состоит из двух ползунов, которые могут двигаться по двум перпендикулярным канавкам или направляющим. Ползуны прикреплены к стержню посредством шарниров, и находятся на фиксированном расстоянии друг от друга вдоль стержня. Ползуны движутся вперёд и назад — каждый по своей канавке, — и конец стержня описывает эллипс на плоскости. Полуоси эллипса a и b представляют собой расстояния от конца стержня до шарниров на ползунах. Обычно расстояния a и b можно варьировать, и тем самым менять форму и размеры описываемого эллипса.
В более общем случае направляющие, по которым движутся ползуны, могут быть не перпендикулярны друг другу, и точки A, B и C могут образовывать треугольник. Результирующая траектория точки C останется эллипсом.
Этот механизм применяется в качестве чертёжного инструмента, а также для разрезания стекла, картона, фанеры и других листовых материалов.
История этого механизма точно не определена, но считается, что эллипсографы существовали ещё во времена Диадоха или даже во времена Архимеда.

## Математическое описание

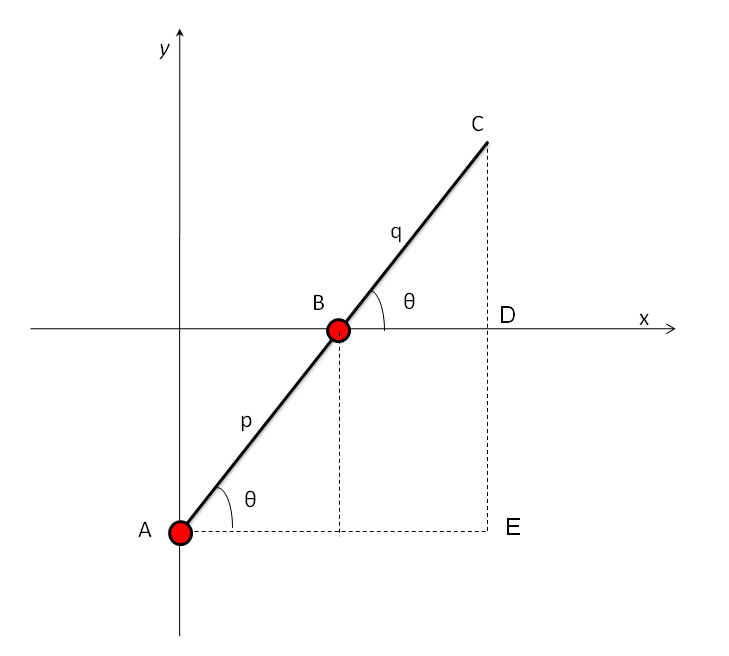
Геометрические построения к математическому описанию эллипсографа

Пусть C — это конец стержня, и A, B — шарниры на ползунах. Пусть p и q — расстояния от A до B, и от B до C, соответственно. Координатные оси y и x проведём таким образом, что движение ползунов A и B будет происходить вдоль этих осей, соответственно. Когда стержень образует угол θ с осью x, координаты точки C определяются уравнениями
{\displaystyle x=(p+q)\cos \theta }
{\displaystyle y=q\sin \theta }
Эти уравнения представляют собой параметрические уравнения эллипса. Нетрудно вывести и уравнение получающегося эллипса в декартовой системе координат.